# Alliat
Alliat település Franciaországban, Ariège megyében. Lakosainak száma 56 fő (2022. január 1.). Alliat Capoulet-et-Junac, Génat, Lapège, Niaux, Quié és Tarascon-sur-Ariège községekkel határos.

## Népesség
A település népességének változása:
| Lakosok száma | 71   | 65   | 55   | 66   | 57   | 54   | 51   | 54   | 56   | 56   |
|               | 1968 | 1982 | 1990 | 2006 | 2013 | 2015 | 2017 | 2019 | 2020 | 2022 |